# 国領寿人
国領 寿人（こくりょう ひさと、1939年 12月12日- 2020年6月7日）は、日本の陶芸家。

## 人物
1939年（昭和14年）、京都府生まれ。富本憲吉の最後の弟子にあたる。河井寛次郎、清水六兵衛などにも教えを受ける。建仁寺管長・竹田益州老師より陶号「東齋」と窯名「瑞穂窯」拝受。
日展入選、新匠会展及び入選数回、朝日展入選、京都市美術展入選、京都府工芸美術展入選など若いころに既に多くの入選を重ね、表千家流久田家十二世家元や大徳寺館長らが茶道具の箱書を行ったが、名を売るため、高く売るため、肩書きを重んじる世界に疑問をもち美術界や陶芸界のあらゆる会派から離れ独自の作陶へ向かう。
茶道具や花器など幅広い作陶の中で、「衣食住」の中でも「食」こそが家庭文化の原点であり豊かさの源であるという考えから、飾られるだけの高価な陶器ではなく、日々の生活を明るく豊かに楽しむための器作りが根源的なテーマになった。